# Maison Taelemans
La maison Taelemans était la résidence personnelle de l'architecte bruxellois Victor Taelemans (1864-1920), auteur, entre autres, de la maison Liétart et de la villa Elisa. Il a bâti cet immeuble de style Art nouveau à Bruxelles en 1901.

## Localisation
Cet hôtel particulier est bâti à l'angle de la rue Philippe le Bon (n° 70) et de la rue de la Pacification, au coin du square Gutenberg et à proximité du square Marie-Louise à Bruxelles (extension est). L'entrée se trouve rue Philippe le Bon.

## Description
Cet immeuble d'angle a été réalisé en pierre blanche sur un soubassement en pierre bleue. Il compte trois niveaux (deux étages), une façade plus longue rue de la Pacification que rue Philippe le Bon et une travée d'angle. D'aucuns voient une certaine ressemblance entre cet immeuble et l'hôtel Otlet érigé quelques années auparavant par l'architecte Octave Van Rysselberghe.
Les baies des trois niveaux de la construction sont très différentes, l'architecte laissant libre cours à sa créativité puisqu'il est aussi le futur propriétaire de l'immeuble. Parmi les baies les plus remarquables, on peut citer : 
- la porte d'entrée coiffée par un arc outrepassé interrompu par deux piédroits dont la base se termine en arabesques,
- la grande baie vitrée du rez-de-chaussée (travée de droite de la rue de la Pacification) forme aussi un arc outrepassé à meneaux et piedroits découpant la baie en six sections,
- un oriel à base trapézoïdale se situe sur la travée de gauche au premier étage de la rue Philippe le Bon,
- un oriel à base triangulaire se situe sur la travée de gauche au deuxième étage de la rue de la Pacification.

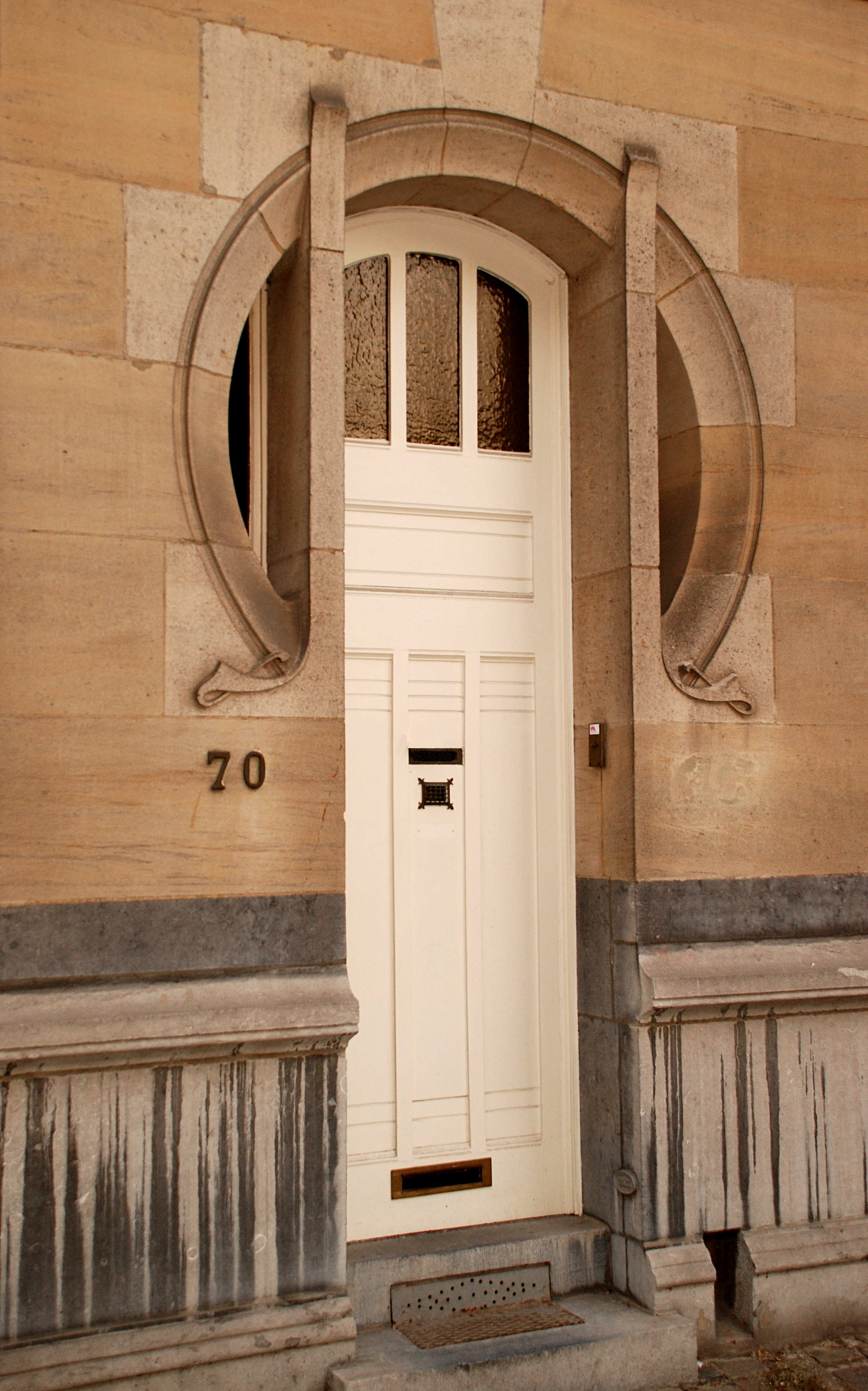
La porte d'entrée
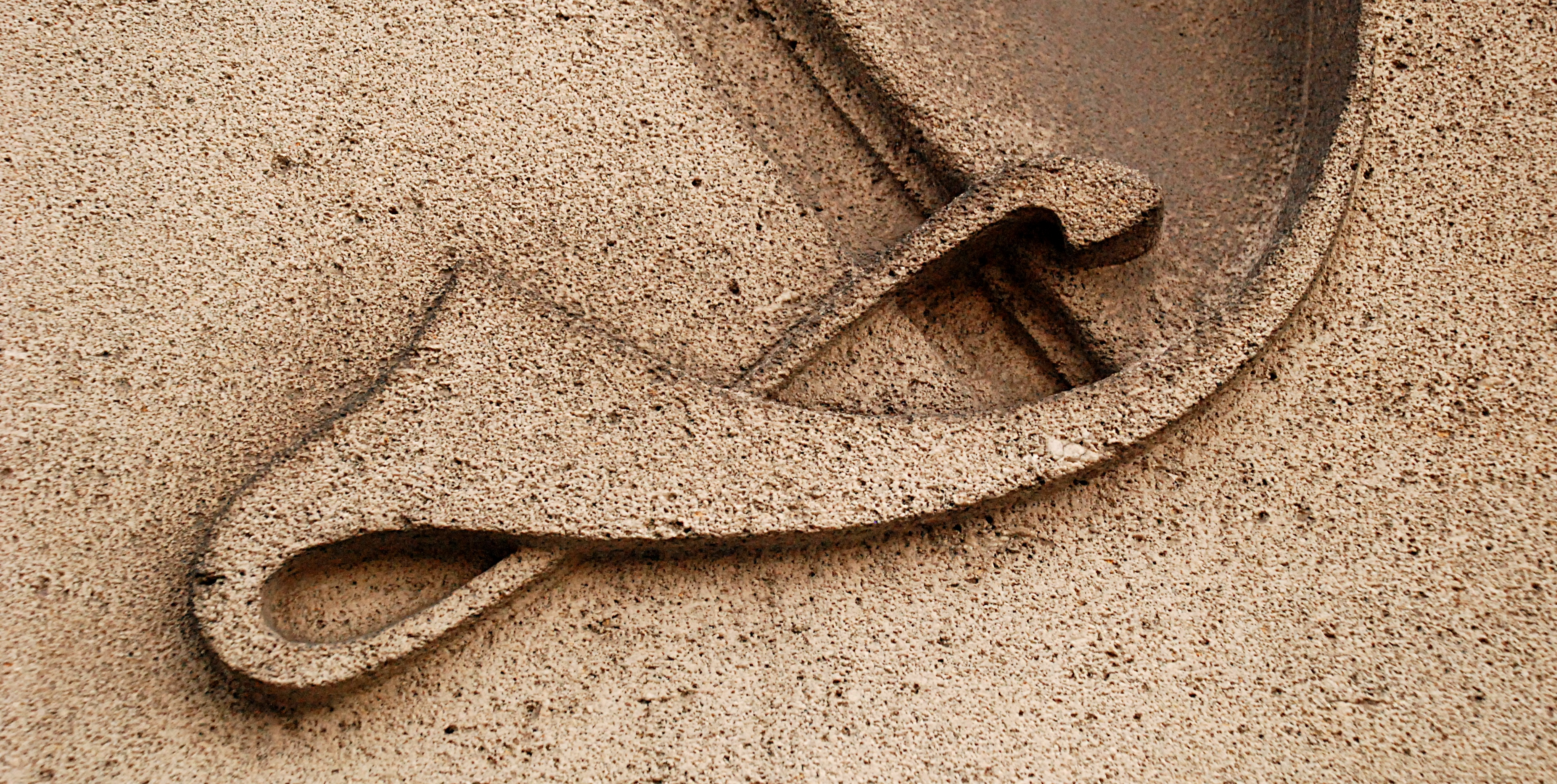
Détail de la porte d'entrée
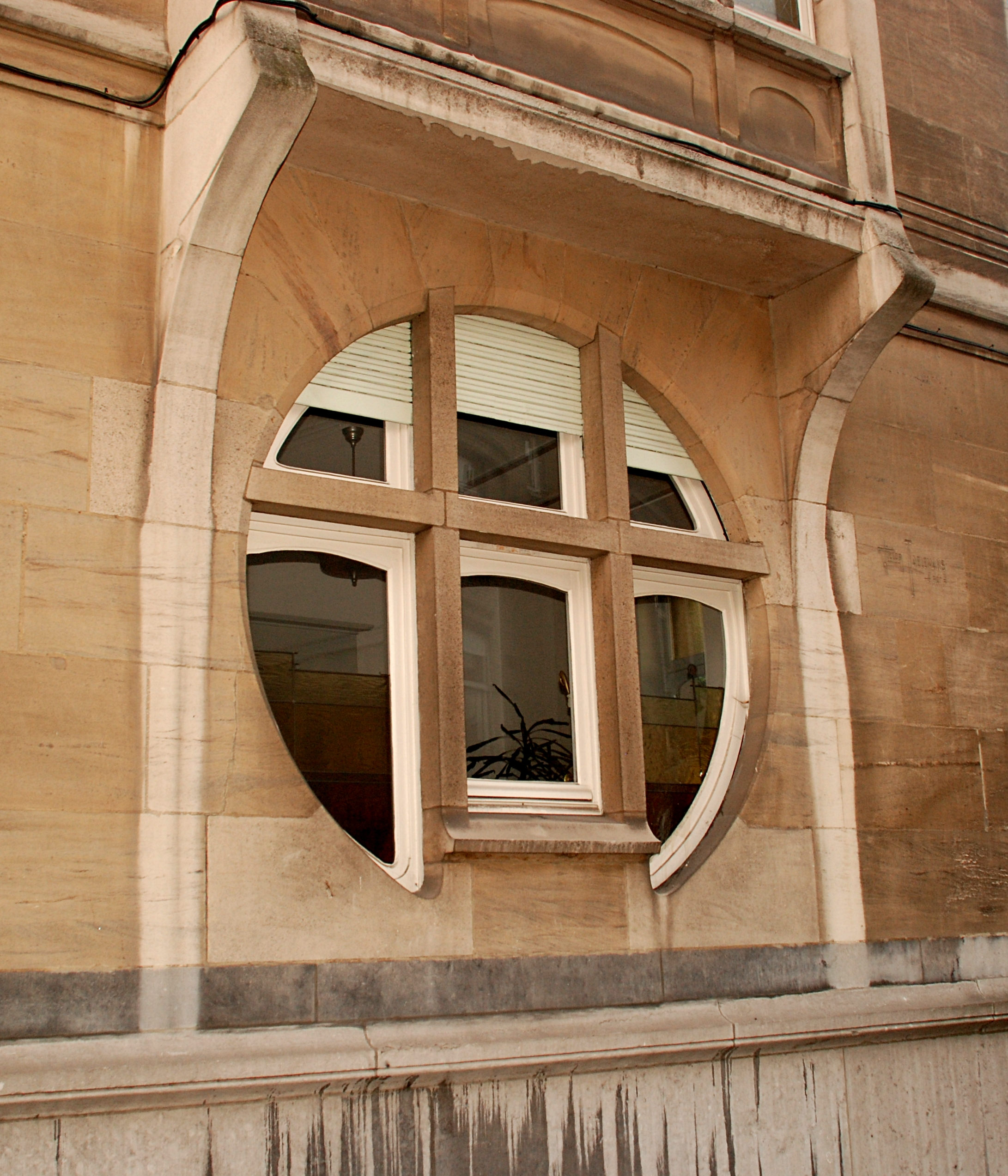
La grande baie vitrée du rez-de-chaussée

## Source et lien externe
- « - Inventaire du patrimoine architectural », sur irismonument.be (consulté le 24 mai 2023)